# 迪士尼樂園穿梭巴士R8線

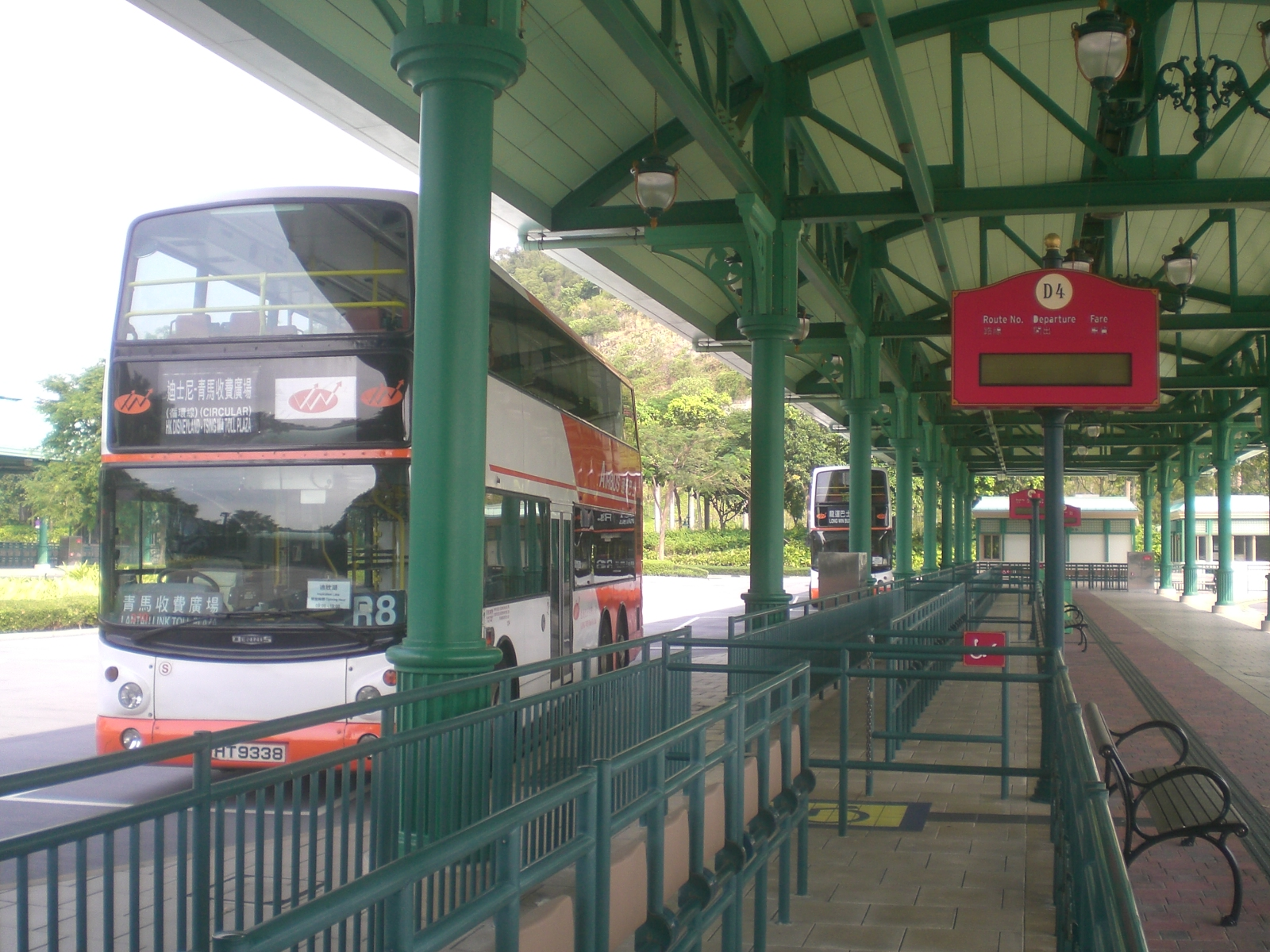
R8在迪士尼樂園總站

迪士尼穿梭巴士R8線是香港新界的一條循環巴士路線，來往迪士尼樂園及青嶼幹線巴士轉乘站，由龍運巴士及城巴聯合經營，是繼S1線後全港第2條全日非過海聯營巴士路線。

## 歷史
本線在香港迪士尼樂園未建成前已經規劃，最初編號為D1線。2005年6月22日香港政府公佈香港迪士尼樂園公共交通安排後，才正名為R8線。
- 2005年8月16日：本線配合迪欣湖水上活動中心啟用及香港迪士尼樂園即將開幕而投入服務，由城巴及龍運巴士聯合經營，初期出車模式較為特別，是城巴及龍運梅花間竹地出車，並非各自有其營運時間，由城巴及龍運各派出兩部巴士行走；由2010年12月26日起，龍運派車數目減至一部，另加一部支援車行駛本路線，更於2018年2月5日起不再於每日09:00-21:00以外時段派車。

本線是繼S1線後全港第2條全日聯營非過海巴士路線。而本路線的目的地「青嶼幹線收費廣場」，城巴及龍運分別命名為「青嶼幹線巴士轉乘站 Lantau Link Bus-Bus Interchange」及「青馬收費廣場 Lantau Link Toll Plaza」，是第一條出現兩間公司以不同目的地名稱命名的聯營專利巴士路線。
城巴及龍運曾經營運一條循環線R8A（$3），因預計樂園開幕初期有大量遊客，需分流來往免費入場的迪欣湖。隨著樂園入場人數及模式漸趨穩定，來往迪欣湖的遊客多為旅行團，加上R8可應付需求，最終於2007年5月6日停辦。
迪士尼樂園因受2019冠狀病毒病疫情影響關閉，由2020年2月4日起，該線大幅削減班次，直至同年6月18日樂園重開而恢復正常班次。

## 服務時間及班次
- 星期一、二、四至日及公眾假期時使用

| 迪士尼樂園開 | 迪士尼樂園開 |
| 服務時間     | 班次（分鐘） |
| ------------ | ------------ |
| 06:00-09:00  | 20           |
| 09:15、09:35 |              |
| 09:55-10:40  | 15           |
| 10:40-21:00  | 20           |
| 21:00-23:30  | 30           |
| 00:05        |              |

| 迪士尼樂園開53班車 （粗體字乃龍運班次） | 迪士尼樂園開53班車 （粗體字乃龍運班次） | 迪士尼樂園開53班車 （粗體字乃龍運班次） | 迪士尼樂園開53班車 （粗體字乃龍運班次） | 迪士尼樂園開53班車 （粗體字乃龍運班次） | 迪士尼樂園開53班車 （粗體字乃龍運班次） | 迪士尼樂園開53班車 （粗體字乃龍運班次） | 迪士尼樂園開53班車 （粗體字乃龍運班次） | 迪士尼樂園開53班車 （粗體字乃龍運班次） | 迪士尼樂園開53班車 （粗體字乃龍運班次） | 迪士尼樂園開53班車 （粗體字乃龍運班次） | 迪士尼樂園開53班車 （粗體字乃龍運班次） | 迪士尼樂園開53班車 （粗體字乃龍運班次） |
| --------------------------------------- | --------------------------------------- | --------------------------------------- | --------------------------------------- | --------------------------------------- | --------------------------------------- | --------------------------------------- | --------------------------------------- | --------------------------------------- | --------------------------------------- | --------------------------------------- | --------------------------------------- | --------------------------------------- |
| 06:00                                   | 06:20                                   | 06:40                                   | 07:00                                   | 07:20                                   | 07:40                                   | 08:00                                   | 08:20                                   | 08:40                                   | 09:00                                   | 09:15                                   | 09:35                                   | 09:55                                   |
| 10:10                                   | 10:25                                   | 10:40                                   | 11:00                                   | 11:20                                   | 11:40                                   | 12:00                                   | 12:20                                   | 12:40                                   | 13:00                                   | 13:20                                   | 13:40                                   | 14:00                                   |
| 14:20                                   | 14:40                                   | 15:00                                   | 15:20                                   | 15:40                                   | 16:00                                   | 16:20                                   | 16:40                                   | 17:00                                   | 17:20                                   | 17:40                                   | 18:00                                   | 18:20                                   |
| 18:40                                   | 19:00                                   | 19:20                                   | 19:40                                   | 20:00                                   | 20:20                                   | 20:40                                   | 21:00                                   | 21:30                                   | 22:00                                   | 22:30                                   | 23:00                                   | 23:30                                   |
| 00:05                                   |                                         |                                         |                                         |                                         |                                         |                                         |                                         |                                         |                                         |                                         |                                         |                                         |

- 星期三或迪士尼樂園關閉時使用

| 迪士尼樂園開 | 迪士尼樂園開 | 迪士尼樂園開 | 迪士尼樂園開 | 迪士尼樂園開 | 迪士尼樂園開 | 迪士尼樂園開 | 迪士尼樂園開 |
| ------------ | ------------ | ------------ | ------------ | ------------ | ------------ | ------------ | ------------ |
| 06:45        | 07:30        | 08:15        | 08:45        | 11:00        | 13:00        | 14:30        | 16:20        |
| 13:00        | 14:00        | 15:00        | 16:20        | 17:40        | 19:00        |              |              |

- 黃色底表示該班次來回程均不經迪欣湖活動中心
- 每日09:00-19:00由迪士尼樂園開出的班次將繞經迪欣湖活動中心。
- 每日00:05由迪士尼樂園開出的班次以青嶼幹線巴士轉乘站為終點站。

## 收費
全程：$7.4
- 迪欣湖水上活動中心往迪士尼樂園：$3.2

| - 本線設有12歲以下小童及65歲或以上長者半價優惠。 - 65歲或以上香港居民使用「樂悠咭」，以及12歲以下合資格殘疾兒童使用「殘疾人士身份」個人八達通繳付車資，均可享有每程$2.0或半價（以較低者為準）的票價優惠；12至64歲合資格殘疾人士使用「殘疾人士身份」個人八達通（包括「樂悠咭」），以及60至64歲香港居民使用「樂悠咭」繳付車資，均可享有每程$2.0或全費（以較低者為準）的票價優惠。 - 65歲或以上長者如使用長者或一般個人八達通繳付車資，則只可享有半價優惠；12至64歲合資格殘疾人士如不使用「殘疾人士身份」個人八達通，以及60至64歲人士如不使用「樂悠咭」繳付車資，必須繳付全費。 - 乘客可以現金或八達通於上車時付款，不設找續。 - 每位成人乘客可免費攜帶最多兩名4歲以下而不佔座位的兒童乘客乘車，超額之4歲以下小童必須繳付小童車費乘車。 - 持有「九巴月票」之乘客在車票有效期內，每日可享最多10程任何九龍巴士及龍運巴士路線（包括本路線，合資格車程只適用於九龍巴士／龍運巴士提供的班次；惟乘搭機場「A」及「NA」線則可享原價二七折優惠（不會計算每天10次合資格車程））；而B1線則可每日可享最多2程（不會計算每天10次合資格車程）。 - 九龍巴士、城巴、龍運巴士及陽光巴士全職員工及家屬（不包括外判職員）可免費乘搭本路線（陽光巴士員工及家屬只適用於九龍巴士提供的班次），惟必須拍職員或職員家屬八達通。 - 乘客亦可使用AlipayHK「易乘碼」、支付寶、WeChatHK／微信支付「搭車碼」、銀聯雲閃付「乘車碼」及BOC Pay「乘車碼」、具有感應式支付功能的JCB、卡美國運通、大來國際、Discover Card（只適用於九龍巴士／龍運巴士提供的班次）、VISA、Mastercard及銀聯卡，以及Apple Pay、Google Pay及Samsung Pay流動支付平台繳付車資。九巴班次的乘客使用上述付款方式，將只可享有與其他九巴路線／聯營路線九巴班次之轉乘優惠；城巴班次的乘客使用上述付款方式，將只可享有與其他城巴獨營路線或聯營線城巴班次之轉乘優惠。乘客亦不能享有「公共交通費用補貼計劃」及「長者及合資格殘疾人士公共交通票價優惠計劃」。 |

### 八達通轉乘優惠
乘客登上本線後指定時間內以同一張八達通卡於青嶼幹線巴士轉乘站轉乘以下路線，或從以下路線登車後指定時間內以同一張八達通卡於青嶼幹線巴士轉乘站轉乘本線，次程可獲車資折扣優惠（優惠不適用於N線、NA線、E11S、E21C、E21X及E22C線）：
R8←→城巴A線
- A10、A11、A12、A17、A20、A21、A22、A23、A25、A26、A28或A29任何方向 → R8往迪士尼樂園，次程車資全免，轉乘時限為120分鐘
- R8往青嶼幹線巴士轉乘站 → A10、A12、A17、A22、A23、A25、A26、A28或A29往市區，次程可獲$2折扣優惠，轉乘時限為60分鐘
- R8往青嶼幹線巴士轉乘站 → A11往北角，次程可獲$7折扣優惠，轉乘時限為60分鐘
- R8往青嶼幹線巴士轉乘站 → A20或A21往紅磡站，次程可獲$5折扣優惠，轉乘時限為60分鐘
- R8往青嶼幹線巴士轉乘站 → A10、A11、A12、A17、A20、A21、A22、A23、A26、A28或A29往機場，次程可獲$1折扣優惠，轉乘時限為60分鐘

R8←→龍運A線，次程可獲$3折扣優惠
- A30、A31、A32、A38、A41、A41P、A42、A43/A43P、A46或A47X任何方向 → R8往迪士尼樂園，轉乘時限為120分鐘
- R8往青嶼幹線巴士轉乘站 → A30、A31、A32、A38、A41、A41P、A42、A43/A43P、A46或A47X任何方向，轉乘時限為60分鐘

R8←→城巴及龍運E線，次程可獲$1折扣優惠
- E11/E11A/E11B、E21/E21D、E21A/E21B、E22/E22P/E22X、E22A/E22S、E23/E23A、E31、E32/E32A、E36P/E36S、E41或E42/E42C/E42P任何方向 → R8往迪士尼樂園，轉乘時限為120分鐘
- R8往青嶼幹線巴士轉乘站 → E11/E11A/E11B、E21/E21D、E21A/E21B、E22/E22P/E22X、E22A/E22S、E23/E23A、E31、E32/E32A、E36P/E36S、E41或E42/E42C/E42P任何方向，轉乘時限為60分鐘

## 使用車輛
早期城巴及龍運皆使用雙層巴士行走，不過由於高估客量，故改派單層巴士行走；龍運後來隨著其丹尼士長矛單層空調巴士全部退役，改派雙層巴士行駛本線。直至2011年10月23日，其中一部原Dennis Trident掛牌車（208／HT8593）改派之前行走龍運A41P、A43及A33線的Alexander Dennis Enviro 500車身客車版富豪B9TL低地台雙層空調巴士（401／MX9771）。2013年5月25日，本線另一輛Dennis Trident用車被調走，改派全新落地的亞歷山大丹尼士Enviro 500（8527／RK3419）行走。
現時，龍運巴士之兩條字軌均為暫吉。
城巴最初使用丹尼士三叉戟三型12米雙層巴士行走本線。2015年起以亞歷山大丹尼士Enviro 500 MMC (85XX/65XX) 行走。

## 行車路線
經：幻想道、迴旋處、迪欣路、迴旋處、神奇道、迴旋處、竹篙灣公路、竹篙灣交匯處、北大嶼山公路、青嶼幹線（東行）、青衣西北交匯處、青嶼幹線（西行）、北大嶼山公路、竹篙灣交匯處、竹篙灣公路、迴旋處、神奇道、迴旋處、迪欣路、迴旋處、幻想道。
每日09:00前及19:00後開出的班次不經斜體字之路段。
由於青嶼幹線道路網絡設計關係，當巴士到達青嶼幹線巴士轉乘站後，需途經青嶼幹線往九龍方向前往青衣西北交匯處，然後折回青嶼幹線往機場方向返回青嶼幹線巴士轉乘站往機場方向，這是目前其中一條巴士路線有如此安排的（另一條是珀麗灣客運NR334）。

### 沿線車站

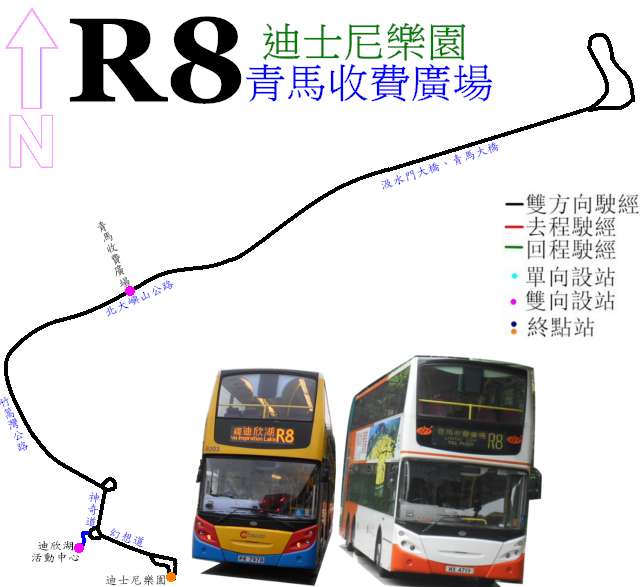
此線的走線圖

| 迪士尼樂園開                                               | 迪士尼樂園開                                    | 迪士尼樂園開         |
| 序號                                                       | 車站名稱                                        | 位置                 |
| ---------------------------------------------------------- | ----------------------------------------------- | -------------------- |
| 1                                                          | 迪士尼樂園巴士總站                              | 迪士尼公共運輸交匯處 |
| 2^                                                         | 迪欣湖活動中心                                  | 迪欣路               |
| 竹篙灣公路； 北大嶼山公路                                  |                                                 |                      |
| 3                                                          | 青嶼幹線巴士轉乘站（N6） （東行站）             | 北大嶼山公路         |
| 汲水門大橋、青馬大橋、青衣西北交匯處、青馬大橋、汲水門大橋 |                                                 |                      |
| 4                                                          | 青嶼幹線巴士轉乘站（A6） （西行站）             | 北大嶼山公路         |
| 4                                                          | 每日00:05由迪士尼樂園開出的班次將以此為終點站。 |                      |
| 北大嶼山公路；竹篙灣公路                                   |                                                 |                      |
| 5^                                                         | 迪欣湖活動中心                                  | 迪欣路               |
| 6                                                          | 迪士尼樂園巴士總站                              | 迪士尼公共運輸交匯處 |

有 ^ 號之車站祇限每日09:00-19:00期間出的班次停靠

## 現況
- 由於本線的收費及八達通轉乘優惠均是由運輸署而非巴士公司所決定的，因此本線欠缺吸引力。
- 現時本線的乘客主要為來往迪欣湖以及來自新界地區（荃灣、葵青區、北區、屯門及元朗除外）的巴士轉乘客（因港鐵票價較高、路線迂迴及轉乘不便），來往港九地區之乘客大多使用港鐵出入，龍運、城巴亦全靠該等乘客才免招致大額虧損。
- 自從港鐵為學生提供東鐵綫及屯馬綫票價優惠後，以及於2009年12月起港鐵為合資格殘疾人士提供票價優惠後，幾乎全香港的學生及殘疾人士都改用港鐵出入迪士尼，導致本線的客量下跌；另外，長者及合資格殘疾人士於2012年6月起港鐵提供每程優惠票價$2後，客量更進一步下跌（本線於同年8月起設長者及合資格殘疾人士優惠票價，但轉乘優惠以$2或折扣後的餘額（以較低者為準）計算，所以兩程總車費較港鐵高出高達一倍）。
- 本線是唯一可全日直達迪士尼樂園的巴士路線。

## 外部連結
- 官方路線資料 龍運巴士 新巴/城巴 （页面存档备份，存于）
- 城巴官方網站R8線資料（PDF乳豬紙版） （页面存档备份，存于）